# Bruno Pasut
Bruno Pasut (Spresiano, 17 maggio 1914 – Treviso, 25 maggio 2006) è stato un compositore, direttore di coro e direttore d'orchestra italiano.

## Biografia

### Gli inizi
Nato a Spresiano il 17 maggio 1914 fu il secondo di sette fratelli; iniziò giovanissimo lo studio della musica esortato dal padre e dal nonno ambedue ottimi musicisti dilettanti. Cominciò con il pianoforte a Roma ove era sfollato con i suoi familiari durante la Grande Guerra e proseguì gli studi a Treviso con Cornelia Bindoni, Giulio Tirindelli e Luigi Pavan fino a conseguire il diploma nel 1934 al Conservatorio di Santa Cecilia di Roma, negli anni successivi si diplomò in musica corale e direzione di coro, direzione d'orchestra e composizione polifonica vocale.

### Attività musicale
Fu inizialmente organista liturgico a Lovadina, ma ben presto le sue doti di organista emersero e con il maestro Ireneo Fuser si specializzò e divenne organista titolare del Duomo di Treviso nomina che mantenne sino al 1946, nello stesso periodo fu nominato docente alla Scuola Ceciliana diocesana.
Come direttore d'orchestra si esibì in tutta Italia alla guida dell'Orchestra l'Archi Trevigiana nel 1942 intraprese la sua collaborazione in ambito lirico in qualità di direttore del coro e organista alla “Fenice” di Venezia, al Teatro Sociale di Rovigo e al “Regio” di Torino, nello stesso periodo ricevette le nomine di direttore dell'istituto  “Manzato” e della Pontificia Cappella Musicale Antoniana di Padova (carica, quest'ultima che ricoprì per oltre un ventennio).
Come direttore di coro, oltre la Cappella Musicale Antoniana, diresse “I Polifonisti Torinesi”,   il “Cenacolo Polifonico Patavino”, e il celebre  “Ottetto Polifonico Patavino” alla guida di questi gruppi si esibì in tutta Europa.

### Ruoli pubblici e insegnamento
Durante la seconda parte degli anni cinquanta iniziò la sua lunga carriera di docente nei Conservatori di musica di  Bologna, Torino, Pesaro, Vicenza, Venezia, nel 1974 divenne direttore del conservatorio di Adria fino al 1980 anno in cui intraprese la direzione del conservatorio di Castelfranco Veneto (1980-1981).
Fu nominato nel 1997 presidente dell'A. S.A. C. veneto e membro della Feniarco, ruoli che ricoprì fino al 1998 anno in cui fu sostituito dall'amico Gastone Zotto.
Fu spesso membro di giuria a concorsi corali e di composizione nazionali ed internazionali.
Membro dell'Ateneo di Treviso collaborò con l'ente per la stesura di numerosissime biografie di musicisti di varie epoche

### Attività di compositore
Compositore fecondo scrisse oltre 360 opere per coro (musica), orchestra, pianoforte, vari organici vocali, cameristici e solistici. Pubblicò con Zanibon, Armellin mentre la maggior parte delle sue composizioni per pianoforte è stata pubblicata nei volumi della collana “Diastema Spartiti”, edita nel 2002 da Tintoretto.
Morì a Treviso il 25 maggio 2006.